# Anotis teysmaniana
Anotis teysmaniana là một loài thực vật có hoa trong họ Thiến thảo. Loài này được (Miq.) J. Joseph mô tả khoa học đầu tiên năm 1982.